# رابرت مالیگن
رابرت مالیگن (انگلیسی: Robert Mulligan؛ ۲۳ اوت ۱۹۲۵ – ۲۰ دسامبر ۲۰۰۸) کارگردان اهل ایالات متحده آمریکا بود. وی بین سال‌های ۱۹۴۸ تا ۱۹۹۲ میلادی فعالیت می‌کرد.

## فیلمشناسی
- ترس فرار می‌کند (۱۹۵۷)
- سگ‌دو (۱۹۶۰)
- شیاد بزرگ (۱۹۶۱)
- سپتامبر بیا (۱۹۶۱)
- جاده مارپیچ (۱۹۶۲)
- کشتن مرغ مقلد (۱۹۶۲)
- عشق با بیگانه کامل (۱۹۶۳)
- عزیزم باران باید ببارد (۱۹۶۵)
- درون دِیزی کلاور (۱۹۶۵)
- بالای پلکان پایین (۱۹۶۷)
- ماه تعقیب‌کننده (۱۹۶۸)
- تعقیب خوشبختی (۱۹۷۱)
- تابستان ۴۲ (۱۹۷۱)
- دیگری (۱۹۷۴)
- نیکل راید (۱۹۷۴)
- برداران هم‌خون (۱۹۷۸)
- سال بعد، همین موقع (۱۹۷۸)
- بوسه خداحافظی (۱۹۸۲)
- قلب کلارا (۱۹۸۸)
- مرد توی ماه (۱۹۹۱)